# Beaurepaire (Isèra)
Beaurepaire és un municipi francès situat al departament de la Isèra i a la regió d'Alvèrnia-Roine-Alps. L'any 2007 tenia 4.360 habitants.

## Demografia

### Població
El 2007 la població de fet de Beaurepaire era de 4.360 persones. Hi havia 1.792 famílies de les quals 624 eren unipersonals (256 homes vivint sols i 368 dones vivint soles), 536 parelles sense fills, 444 parelles amb fills i 188 famílies monoparentals amb fills.
La població ha evolucionat segons el següent gràfic:
Habitants censats

### Habitatges
El 2007 hi havia 2.076 habitatges, 1.828 eren l'habitatge principal de la família, 46 eren segones residències i 202 estaven desocupats. 1.270 eren cases i 798 eren apartaments. Dels 1.828 habitatges principals, 1.001 estaven ocupats pels seus propietaris, 797 estaven llogats i ocupats pels llogaters i 30 estaven cedits a títol gratuït; 44 tenien una cambra, 206 en tenien dues, 383 en tenien tres, 538 en tenien quatre i 657 en tenien cinc o més. 1.165 habitatges disposaven pel capbaix d'una plaça de pàrquing. A 919 habitatges hi havia un automòbil i a 579 n'hi havia dos o més.

### Piràmide de població
La piràmide de població per edats i sexe el 2009 era:
| Homes | Edats   | Dones |
| ----- | ------- | ----- |
| 4     | 95 o +  | 16    |
| 0     | 90 a 94 | 40    |
| 36    | 85 a 89 | 92    |
| 20    | 80 a 84 | 44    |
| 100   | 75 a 79 | 152   |
| 92    | 70 a 74 | 124   |
| 80    | 65 a 69 | 128   |
| 84    | 60 a 64 | 96    |
| 76    | 55 a 59 | 60    |
| 92    | 50 a 54 | 144   |
| 128   | 45 a 49 | 108   |
| 120   | 40 a 44 | 116   |
| 136   | 35 a 39 | 112   |
| 132   | 30 a 34 | 148   |
| 116   | 25 a 29 | 120   |
| 108   | 20 a 24 | 76    |
| 96    | 15 a 19 | 56    |
| 160   | 10 a 14 | 100   |
| 192   | 5 a 9   | 140   |
| 92    | 0 a 4   | 108   |

## Economia
El 2007 la població en edat de treballar era de 2.593 persones, 1.849 eren actives i 744 eren inactives. De les 1.849 persones actives 1.596 estaven ocupades (920 homes i 676 dones) i 253 estaven aturades (91 homes i 162 dones). De les 744 persones inactives 258 estaven jubilades, 170 estaven estudiant i 316 estaven classificades com a «altres inactius».

### Ingressos
El 2009 a Beaurepaire hi havia 1.866 unitats fiscals que integraven 4.255,5 persones, la mediana anual d'ingressos fiscals per persona era de 14.990 €.

### Activitats econòmiques
Dels 362 establiments que hi havia el 2007, 3 eren d'empreses extractives, 8 d'empreses alimentàries, 2 d'empreses de fabricació de material elèctric, 2 d'empreses de fabricació d'elements pel transport, 21 d'empreses de fabricació d'altres productes industrials, 52 d'empreses de construcció, 84 d'empreses de comerç i reparació d'automòbils, 12 d'empreses de transport, 20 d'empreses d'hostatgeria i restauració, 5 d'empreses d'informació i comunicació, 22 d'empreses financeres, 20 d'empreses immobiliàries, 42 d'empreses de serveis, 43 d'entitats de l'administració pública i 26 d'empreses classificades com a «altres activitats de serveis».
Dels 104 establiments de servei als particulars que hi havia el 2009, 1 era una oficina d'administració d'Hisenda pública, 1 gendarmeria, 1 oficina de correu, 7 oficines bancàries, 1 funerària, 11 tallers de reparació d'automòbils i de material agrícola, 2 tallers d'inspecció tècnica de vehicles, 2 autoescoles, 21 paletes, 8 guixaires pintors, 5 fusteries, 5 lampisteries, 4 electricistes, 1 empresa de construcció, 10 perruqueries, 4 veterinaris, 2 agències de treball temporal, 10 restaurants, 3 agències immobiliàries, 4 tintoreries i 1 saló de bellesa.
Dels 40 establiments comercials que hi havia el 2009, 2 eren supermercats, 1 una gran superfície de material de bricolatge, 1 una botiga de més de 120 m², 5 fleques, 3 carnisseries, 1 una peixateria, 3 llibreries, 4 botigues de roba, 3 botigues d'equipament de la llar, 1 una sabateria, 3 botigues d'electrodomèstics, 3 botigues de material esportiu, 3 drogueries, 2 perfumeries i 5 floristeries.
L'any 2000 a Beaurepaire hi havia 37 explotacions agrícoles que ocupaven un total de 1.014 hectàrees.

## Equipaments sanitaris i escolars
El 2009 hi havia 1 hospital de tractaments de curta durada, 1 hospital de tractaments de mitja durada (seguiment i rehabilitació), 2 farmàcies i 2 ambulàncies.
El 2009 hi havia 3 escoles elementals. Beaurepaire disposava de 2 col·legis d'educació secundària amb 848 alumnes.

## Poblacions més properes
El següent diagrama mostra les poblacions més properes.